# Leeds (Dakota du Nord)
Pour les articles homonymes, voir Leeds (homonymie).
La ville de Leeds est située dans le comté de Benson, dans l’État du Dakota du Nord, aux États-Unis. Lors du recensement de 2010, sa population s’élevait à 427 habitants.

## Démographie
| Groupe            | Leeds | Dakota du Nord | États-Unis |
| ----------------- | ----- | -------------- | ---------- |
| Blancs            | 97,4  | 90,0           | 72,4       |
| Amérindiens       | 1,4   | 5,4            | 0,9        |
| Métis             | 1,2   | 1,8            | 2,9        |
| Autres            | 0     | 2,8            | 23,8       |
| Total             | 100   | 100            | 100        |
|                   |       |                |            |
| Latino-Américains | 0,9   | 2,0            | 16,7       |

Selon l'American Community Survey, pour la période 2011-2015, 100 % de la population âgée de plus de 5 ans déclare parler l'anglais à la maison.
| 1900 | 1910 | 1920 | 1930 | 1940 | 1950 |
| ---- | ---- | ---- | ---- | ---- | ---- |
| 349  | 682  | 704  | 725  | 782  | 778  |

| 1960 | 1970 | 1980 | 1990 | 2000 | 2010 |
| ---- | ---- | ---- | ---- | ---- | ---- |
| 797  | 626  | 678  | 542  | 464  | 427  |

## Source
- (en) Cet article est partiellement ou en totalité issu de l’article de Wikipédia en anglais intitulé « Leeds, North Dakota » (voir la liste des auteurs).